# Niwka (Brzózki)
Niwka – część wsi Brzózki w Polsce, położona w województwie wielkopolskim, w powiecie konińskim, w gminie Kramsk. Należy do sołectwa Brzózki.
W latach 1975–1998 Niwka administracyjnie należała do województwa konińskiego.